# Калтан
Калтан (рус. Калтан) град је у Русији у Кемеровској области. Према попису становништва из 2010. у граду је живело 21892 становника.

## Становништво
| 1959.  | 1970.  | 1979.  | 1989.  | 2002.  | 2010.  |
| ------ | ------ | ------ | ------ | ------ | ------ |
| 26.627 | 27.951 | 24.955 | 25.369 | 25.591 | 21.892 |